# Scylaticus namibiensis
Scylaticus namibiensis là một loài ruồi trong họ Asilidae. Scylaticus namibiensis được Londt miêu tả năm 1992. Loài này phân bố ở vùng nhiệt đới châu Phi.